# Висока (Банска Штјавњица)
Висока (слч. Vysoká) насељено је мјесто са административним статусом сеоске општине (слч. obec) у округу Банска Штјавњица, у Банскобистричком крају, Словачка Република.

## Становништво
| Година:    | 1994. | 2004.   | 2014.   | 2024.    |
| ---------- | ----- | ------- | ------- | -------- |
| Број људи: | 141   | 143     | 141     | 126      |
| Разлика:   |       | +1,41 % | -1,39 % | -10,63 % |

| Година:    | 2023. | 2024.  |
| ---------- | ----- | ------ |
| Број људи: | 125   | 126    |
| Разлика:   |       | +0,8 % |

Према подацима о броју становника из 2024. године насеље је имало 126 становника.